# Deeveyidae
Deeveyidae is een familie van kreeftachtigen uit de klasse van de Ostracoda (mosselkreeftjes).

## Onderfamilies
- Deeveyinae Kornicker & Iliffe, 1985
- Spelaeoeciinae Kornicker, Iliffe & Harrison-Nelson, 2007